# Юйцзянь
Юйцзянь (*玉澗, даты рождения и смерти неизвестны) — китайский художник времён эпохи Южная Сун, ведущий представитель чаньской живописи.

## Жизнеописание
Юйцзянь («Нефритовый поток») является самой загадочной фигурой из живописцев, представляющих основанную на принципах чань-буддизма (чань-цзун) школу чаньськой живописи, основателем которой считается Муци. В синхронных письменных источниках упоминаются два чаньских монаха, которых можно отождествить с этим легендарным мастером: Ин Юйцзянь (莹玉涧) и Жофень (若芬). Сведения о первом из них исчерпываются тем, что он жил в столичном монастыре Цзинцисы (г. Линьань на месте современного г. Ханчжоу, провинция Чжэцзян). Сведения о другом немного более подробные: известно, что он был уроженцем юго-востока Китая (современная провинция Чжэцзян), в миру носил имя Цао Чжуншу (曹仲石). Жофень тоже проживал в одном из столичных монастырей (Шанчусы), занимаясь там пейзажной живописью, а на склоне лет вернулся в родные края и, поселившись в уединении, взял псевдоним «Нефритовый поток».

## Творчество
Юйцзянь признан самым чаньским художником-пейзажистом, в стилистике которого пейзаж достиг предельной эскизности, практически превратившись в живописную абстракцию. Известны четыре картины, ему приписывают: «Лушань пубу» («Горы Лушань в брызгах водопада», шелк, тушь. Музей Токугава, г. Нагоя, Япония), «Дунтин эту Юэ» («Осенний месяц над озером Дунтин». Национальный музей, г. Токио), "Юаньпу гуйфань» («Лодки, что возвращаются к удаленной мели». музей Токугава, г. Нагоя) и «Шань шицин лань» («Горная деревня в рассеивающемся тумане». Коллекция Ёсикава, Япония). Последние три произведения являются фрагментами (высота ок. 30, длина ок. 80 см) единого свитка под названием «Сяосян бацзин» («Восемь видов рек Сяо и Сян»), который, по преданию, был разрезан на куски по приказу сёгуна, который хотел одновременно созерцать все образующие его пейзажи.
Наибольший интерес представляет картина «Горная деревня в рассеивающемся тумане», которая лишена даже едва намеченных изображений; её композиция сводится к контурам-намекам, образованных размывами и пятнами туши, предельно далекими от передачи структур, присущих объектам внешнего мира, и обладающими собственной структурой и выразительностью. Написанные подобным образом пейзажи могли быть эффективно использованы как объекты медитации, поскольку (благодаря отсутствию изобразительности) способствовали вытеснению мыслей из сознания зрителя. Важная особенность живописной техники художника — это решительный отказ от всего многообразия технических приемов, составляющих арсенал традиционного китайского живописца. На картине Юйцзяня не увидим ни штрихов, с помощью которых выписывались раньше рельефы поверхностей гор и камней, ни точек, обозначавших растительность отдаленных вершин, ни размывов туши, широко использовавшихся художниками для сообщения между собой отдельных объёмов, ни тем более тщательно выписанных с помощью тонких штрихов листьев деревьев. Отказавшись от всего этого многообразия и полностью пренебрегая законом соответствия изображения рода предмета, Юйцзянь пишет горы только пятнами туши, сооружения и человеческие фигурки — жёсткой сухой линией. Пятна, нанесенные стремительно, даже грубо, практически однородны, не представляют разнообразие оттенки туши, разбросанные по поверхности свитка как бы случайно. Но эта случайность обманчива. Более того, именно в результате чётко выстроенной композиции картины, пятна туши делаются горными вершинами, выступающими из густого тумана, связанными между собой подвесным мостом, вершинами, по тропам на склонах которых движутся человеческие фигурки.